# Regionale Lebensmittel

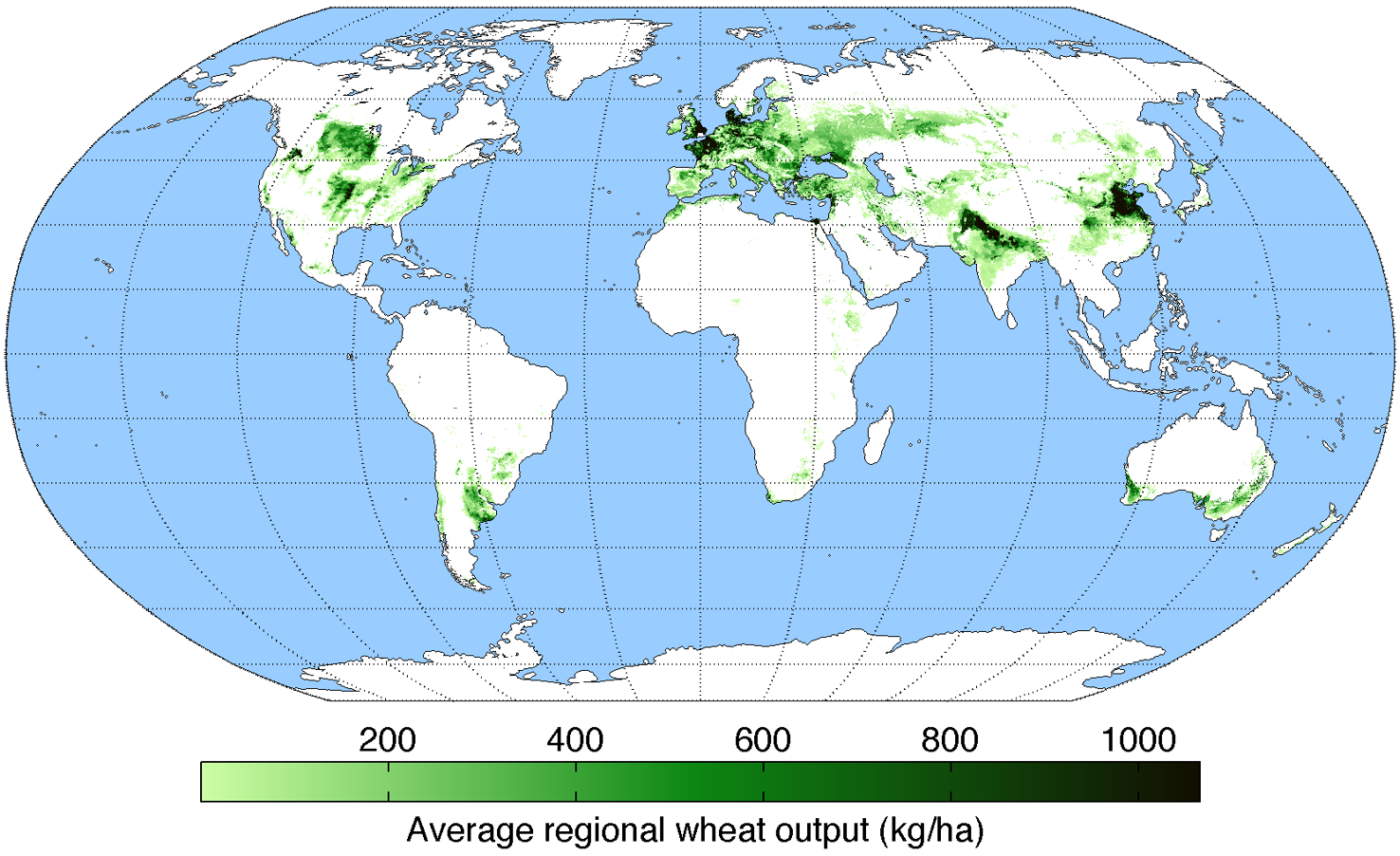
Regionale Verteilung der Weizenproduktion weltweit

Lokale bzw. regionale Lebensmittel sind Lebensmittel, die in derselben Region erzeugt und verbraucht werden. Dabei ist der Begriff „Region“ als solcher weder geschützt noch gibt es eine allgemein verbindliche Definition oder Norm. Das Thema wird als Marketingkonzept, in der regionalen Strukturpolitik und unter ökologischen Aspekten diskutiert. Auch wenn regionale Lebensmittel oft als umweltfreundlicher beworben werden, kommt es jedoch vielmehr darauf an, was man isst, nicht wo es herkommt.

## Historisches
1826 begründete Johann Heinrich von Thünen die landwirtschaftliche Regionalökonomie mit den sog. Thünenschen Ringen, welche die maximale Marktentfernung für bestimmte Agrarprodukte regional festlegten, wobei alle Lebensmitteltransporte seinerzeit zu Fuß oder per Pferdefuhrwerk und ohne Kühlmöglichkeit durchgeführt werden mussten. Diese technischen Begrenzungen existieren heute nicht mehr, so dass sich regionale Lebensmittel im Wettbewerb mit kontinentalen und globalen Angeboten befinden.
Die im Jahr 2020 ins Leben gerufene Initiative „Österreich isst regional“ sieht vor, dass der Bund künftig bei öffentlichen Beschaffungen, regionalen und saisonalen Produkten den Vorzug gibt. Als Nächstes soll es bei der Bundesbeschaffung ähnliche Initiativen geben.

## Ökonomie
Die Produktherkunft hat tatsächlich empirisch nachweisbar auf die Käuferpräferenzen einen deutlichen Einfluss. Dies gilt sowohl für den Absatz auf dem regionalen Markt (das Thema dieses Artikels) als auch den überregionalen Absatz (siehe hierzu Herkunftsbezeichnung). Die Kunden bevorzugen ceteris paribus Produkte aus dem eigenen Land („Country of origin“- oder „Made in“-Effekt) gegenüber ausländischen und regionale gegenüber solchen aus anderen Regionen oder ohne Herkunftsbezeichnung.
Dies gilt nicht für alle Produkte gleichermaßen. Eine Konsumentenbefragung des Lehrstuhls für Agrarmarketing der Universität Kiel 1998 ergab, dass Verbraucher vor allem bei Frischwaren eine regionale Herkunft wertschätzen. Auf einer 5-stelligen Skala (1 = sehr wichtig; 5 = völlig unwichtig) beurteilten die Befragten die Wichtigkeit der regionalen Herkunft bei Eiern (1,6), Fleisch (1,7) und Milch(produkten) (1,8) als besonders wichtig. Bei Konserven, Fertiggerichten oder Nudeln (3,6) wurde die Wichtigkeit hingegen niedriger beurteilt. Die Herkunft des Produktes ist ein Entscheidungsfaktor neben anderen. In der Konsumentenbefragung wurden Geschmack, Gesundheit, Aussehen und Freiheit von Gentechnik wichtiger, Markenname, Verpackung oder ökologisches Produktionsverfahren als weniger wichtig als die regionale Herkunft bewertet.
Entsprechend nutzen der Lebensmitteleinzelhandel und die Lebensmittelhersteller die regionale Herkunft als Marketinginstrument. Dies wird unterstützt durch die Bemühungen des Regionalmarketings, Regionen als Marken zu etablieren. Eine Reihe von öffentlichen Förderprogrammen soll die Regionalvermarktung verbessern. Damit werden sowohl regionalpolitische, ökologische wie auch ökonomische Ziele verfolgt.

## Ziele
Bezüglich einer Regionalisierung der Lebensmittelproduktion werden eine Reihe von Zielen und erwünschten und unerwünschten Wirkungen diskutiert.
| Ziel                              | Beschreibung | positive Wirkungen                                                                                   | negative Wirkungen |
| --------------------------------- | --- | --- | --- |
| Verkehrsvermeidung                | Die Verteilung der landwirtschaftlichen Produkte verursacht Verkehr. Dieser verursacht ökonomische und ökologische Kosten | Die Verkürzung der Wege zwischen Produzent und Verbraucher kann den Güterverkehr verringern          | Eine schlechtere Auslastung von Verkehrsmitteln, die Verlagerung auf kleinere Transportmittel und der Wegfall von logistischen Bündelungseffekten kann den Güterverkehr vergrößern |
| Erhöhung regionaler Wertschöpfung | Die Wertschöpfung findet in der Region selbst statt                                                                       | Höheres „Bruttoregionsprodukt“ durch Wertschöpfung in der Region                                     | Geringeres „Bruttoregionsprodukt“ durch komparative Kostennachteile |
| regionale Arbeitsplatzsicherung   | Sicherung der Arbeitsplätze in der regionalen Landwirtschaft und Lebensmittelverarbeitung                                 | Ansiedelung von dezentralen Vermarktungs- und Verarbeitungsbetrieben                                 | Verlust von Beschäftigungschancen in aus der Region „exportierenden“ Betrieben. Fördern alle Regionen regionale Lebensmittel, kommt es zum Konkurrenzparadoxon                     |
| Erhöhung der Produktqualität      | Insbesondere die Frische von Lebensmitteln soll durch regionale Wirtschaft gefördert werden                               | Frische, soziale Kontrolle der (bekannten) lokalen Erzeuger, Vielfalt lokal unterschiedlicher Sorten | Schlechteres Qualitätsmanagement durch kleinere, weniger industrialisierte Betriebe, geringere Produktvielfalt durch regionale Beschränkung                                        |
| Umweltschonende Produktion        | Umweltschonende Produktion                                                                                                | dezentrale Rohstoff- und Abfallverwertung, standortangepasste Produktion                             | höheren Energie- und Flächenverbrauch durch kleinere, ineffektivere Anlagen |
| Lebensmittelsicherheit            | Lebensmittelsicherheit | geringeres Risiko der Ausbreitung von Krankheitserregern durch regionale Begrenzung                  | Schlechteres Qualitätsmanagement durch kleinere, weniger industrialisierte Betriebe                                                                                                |
| Kulturelle Identität              | Bezug auf die eigene regionale Kultur und Tradition                                                                       | Identifizierung mit der Region, Stärkung der regionalen Traditionen                                  | Kirchturmdenken, Fremdenfeindlichkeit, Autarkiedenken, Regionalismus |

In der Diskussion werden auch folgende Argumente genannt: Die Ungleichverteilung von Produktion und Konsum stelle ein regionalökonomisches Problem dar. So käme es in Entwicklungsländern trotz guter Produktion zu Unterversorgung im Land, wenn Export einträglicher ist, weil die Industrienationen höhere Preise zahlen. Auch das Bauernsterben Mitteleuropas trotz hohen Lebensmittelkonsums, die Lebensmittelspekulation und das Auslagern zahlreicher negativer Folgen intensiver Bewirtschaftung in andere Weltgegenden (Landrodungen, Übernutzung, Pestizideinsatz, Arbeitbedingen usw.) werden als Argumente für die Notwendigkeit einer regionalisierten Lebensmittelproduktion genannt. Auch gesundheitlich-ökologische Aspekte, wie unter dem Schlagwort „Denaturierung“ zusammengefasst, Aspekte der Qualität der Lebensmittel (wie unreife Ernte und Nachreife während des Transports mit Hilfe gewisser Chemikalien), aber auch die Gefahr von Störungen endemischer Ökosysteme durch Neophyten in Folge der Verlagerung einer Wirtschaftsweise in andere Regionen der Welt werden genannt. Dazu kommen ethisch-psychologische Bedenken wie schlechte Bedingungen beim Tiertransport oder Vorbehalte gegen die jahreszeitenunabhängige permanente Verfügbarkeit beliebiger Produkte. Zuletzt kommt ein auch rechtlicher Aspekt dazu, weil die Standards und Vorschriften – und damit verbundene Erwartungen an Qualität und Konsumentenschutz – weltweit durchaus unterschiedlich sind (einschließlich der Gentechnik-Frage). Damit verbunden entsteht ein grundsätzliches Misstrauen gegenüber Stationen und Akteuren der Lebensmittelproduktion, über die man keine Kenntnis, geschweige denn persönliche Kontrolle hat.

## Nachhaltigkeit
Historisch geht die Annahme, regionale Lebensmittel seien ökologischer, auf Studien aus den 90ern zurück, in denen die Transportwege von Lebensmitteln betrachtet wurden. Erst in den 2000ern fing man an, die gesamte Umweltbilanz von Lebensmitteln zu untersuchen. Der Transport stellte sich nun nur noch als kleiner Teil der Gesamtumweltwirkung dar.
Die Produktion regionaler Lebensmittel ist zunächst einmal von der Frage einer nachhaltigen oder ökologischen Wirtschaftsführung getrennt. Industrielle Landwirtschaft kann regional sein, ökologische Landwirtschaft weltweit exportieren. Langjährige Untersuchungen der Arbeitsgruppe von Elmar Schlich an der Justus-Liebig-Universität Gießen haben empirisch nachgewiesen, dass die Betriebsgröße entscheidenden Einfluss auf die Umweltwirkung hat. Nach der wissenschaftlichen Theorie der Ecology of Scale verursachen größere Betriebe grundsätzlich geringere Umweltwirkungen pro Produktionseinheit als kleinere Betriebe, dies wegen der besseren Auslastung und höheren Effizienz der Produktions- und Transportmittel. Die reine Marktentfernung ist nur eine von vielen Einflussgrößen auf die Umweltwirkung.
Dennoch sind die Aspekte in der öffentlichen Diskussion vielfach verbunden. In diesem Kontext sind modernere Konzepte wie small is beautiful, Nachhaltigkeit oder der Begriff des ökologischen Fußabdrucks aufgegriffen worden, aber auch eine regionalisierte Version des – ursprünglich im Welthandel angedachten – Fair-trade-Gedankens, der auch auf die Bauernschaft der Industrienationen angewandt wird, um sie in der Konkurrenz mit internationalen Lebensmittelkonzernen zu stärken. Diese Modelle rühren teils schon aus den 70er-Jahren des vorigen Jahrhunderts her. Die Förderung von regionaler Produktion wird damit vielfach als Teil einer ökologischen Agrarwende verstanden, insbesondere dann, wenn es in der betreffenden Region eine industrialisierte Landwirtschaft allenfalls in Ansätzen gibt. So setzt beispielsweise die Verwendung der „Dachmarke Allgäu“ auf das Wissen der Kunden, dass die dort anzutreffende Alpwirtschaft nicht durch eine Massentierhaltung ersetzt werden kann. Ein verwandtes Konzept sind Regionalwährungen wie der Chiemgauer zur Förderung regionaler Produktion.
Lokale respektive regionale land- und ernährungswirtschaftliche Produktion und Verarbeitung ist einer der Basissektoren des Konzepts von Planern einer regionalen Wirtschaft, die in Konkurrenz zu einer globalisierten Marktwirtschaft tritt. Sie soll die eigene Region stärken, also eine Basis einer nachhaltigen Regionalentwicklung darstellen, aber nach Möglichkeit andere Regionen nicht unangemessen belasten. Die Definition von „regional“ kann sich dabei sowohl auf die geographische Entfernung vom Produzenten zum Konsumenten beziehen als auch die Anzahl der Stationen in der Lieferkette.

### Treibhausgasemissionen

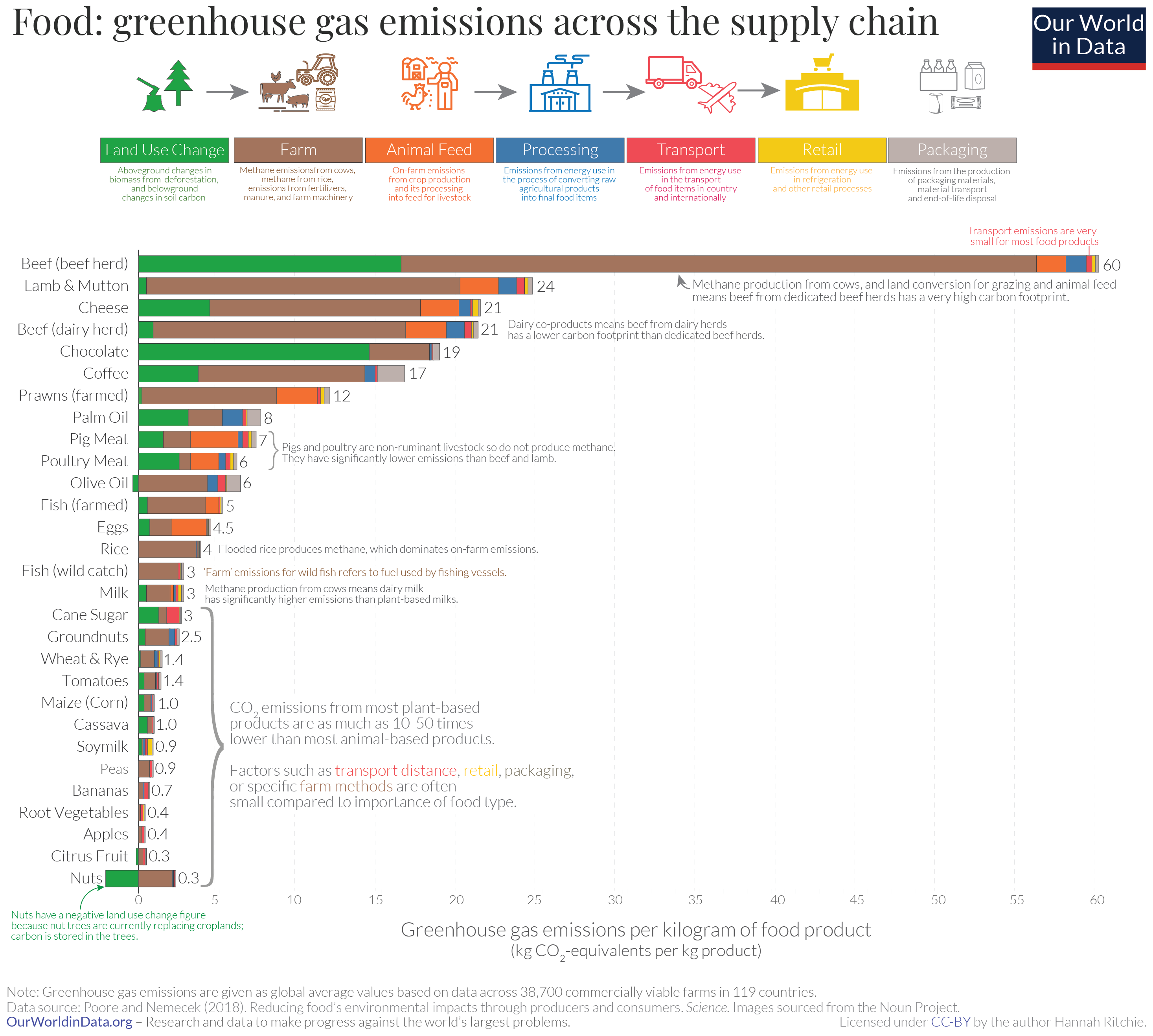
Der Transport macht nur einen geringen Anteil der Treibhausgasemissionen von Lebensmitteln aus

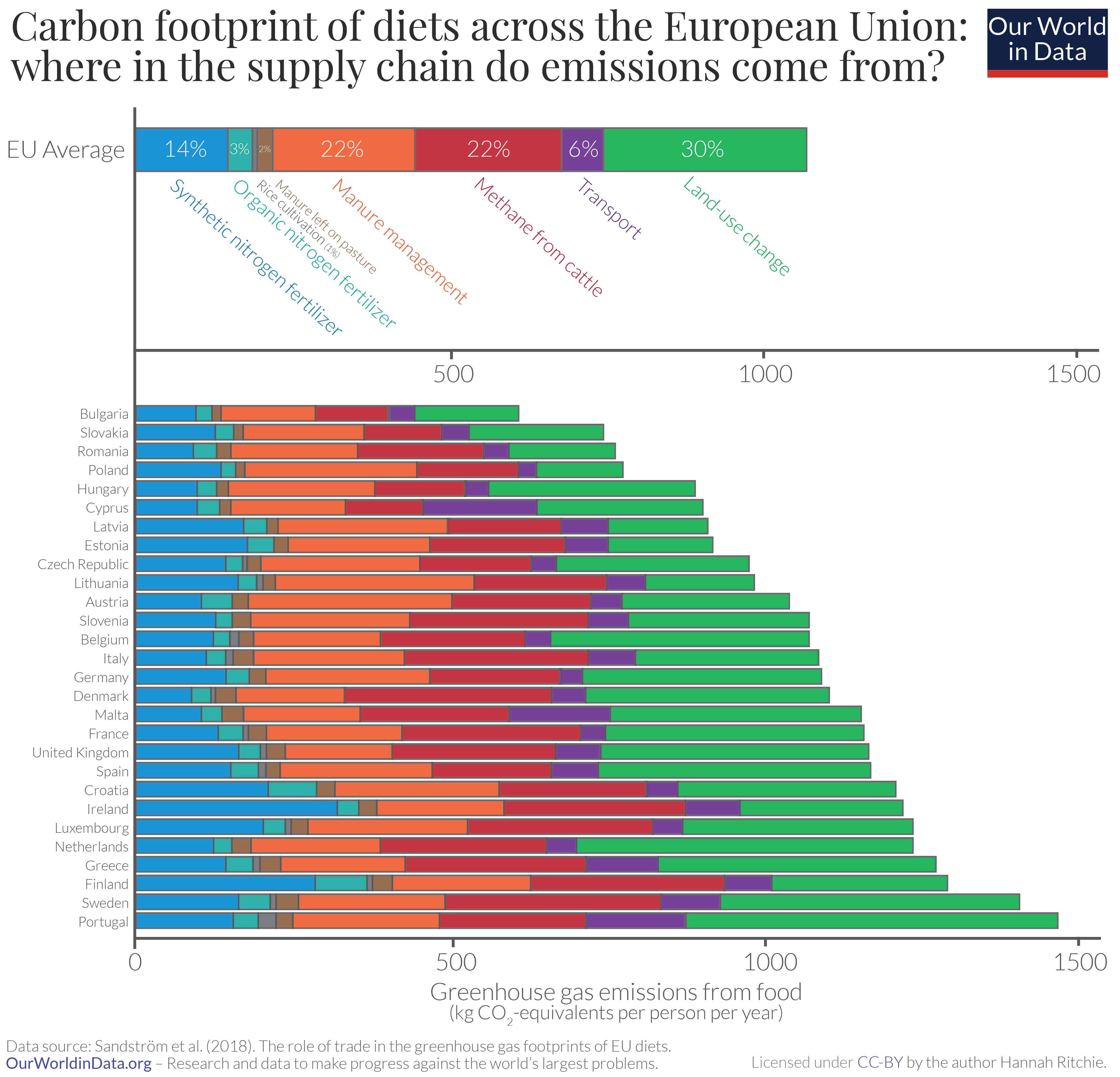
Vergleich der Ernährungsweisen und Anteil des Transportweges am CO_{2}-Fußabdruck

2019 konnte das Potsdam-Institut für Klimafolgenforschung in einer Studie zeigen, dass eine optimierte lokale Produktion die Emissionen weltweit aus dem Lebensmitteltransport um den Faktor zehn reduzieren könnte. Der CO2-Fußabdruck würde sich verringern und zum Klimaschutz beitragen.
Allerdings macht der Transport nur einen geringen Teil der Emissionen von Lebensmitteln aus. Viel entscheidender ist, was gegessen wird, nicht wo es herkommt. Insgesamt verursachen tierische Lebensmittel sehr viel höheren Treibhausgasemissionen als pflanzliche. Bei den meisten Produkten macht der Transport nur 10 % der Emissionen aus. Bei Rindfleisch sind es sogar nur 0,5 % der anfallenden Emissionen.
Bezogen auf Ernährungsmuster zeigt sich, dass in der EU der Transport nur rund 6 % der Emissionen ausmacht, während Milchprodukte, Fleisch, Eier 83 % der Emissionen verursachen. Daher kommt es vielmehr darauf an, was man isst, als wo es herkommt.
Gleichwohl glauben beispielsweise rund 2/3 der Amerikaner, dass regionale Lebensmittel besser für die Umwelt seien.

## Umsetzungen

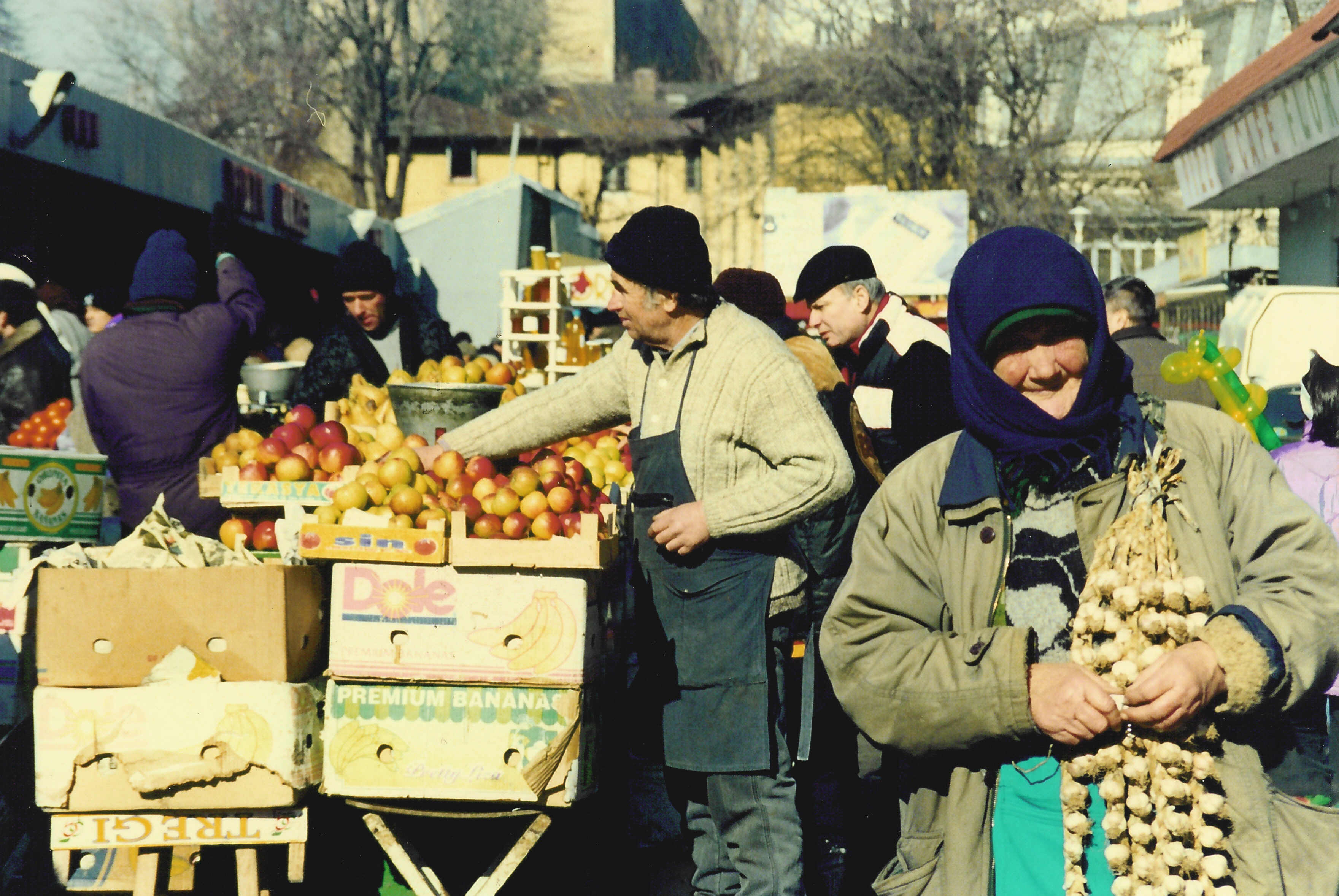
Bauernmärkte bieten lokale Produkte ohne große Umwege über Verarbeitung und Vertrieb an

Die klassische Formen des regionalen Lebensmittelvertriebs sind die Direktvermarktung (Ab-Hof-Verkauf), also die Abnahme beim Erzeuger selbst, und die Bauernläden und Bauernmärkte, die die traditionellen Form des Wochenmarktes und des Gemischtwarenladens (Tante-Emma-Ladens) wieder aufgreifen. Neuerdings beginnt auch ein Lieferservice seitens der Erzeuger an Verbraucher etwa in der Gastronomie, zunehmend auch an Endverbraucher (Ins-Haus-Liefern als „Essenskorb“), der sich insbesondere durch den Online-Handel als neue Form der Direktvermarktung ergibt.
Seit einigen Jahren sind auch Supermarktketten dazu übergegangen, „regionale Ecken“ einzurichten, die vorzugsweise Lebensmittel aus der umgebenden Region zum Verkauf anbieten. Die Stiftung Warentest fand 2013 bei Stichproben heraus, dass bei Herkunftsangaben nicht „geschummelt werde“ (vgl. aber das u. a. Urteil des Oberverwaltungsgerichts Münster), dass aber der Eindruck nicht immer zutreffe, „um die Ecke erzeugte“ Lebensmittel seien immer hinsichtlich der Warenqualität und den Produktionsbedingungen besonders gut, so dass der Käufer beim Kauf ein gutes Gewissen haben dürfe. Der 2014 in der Schweiz gegründete Online-Supermarkt Farmy.ch bietet überwiegend regionale Lebensmittel an und konnte 2018 ein überdurchschnittlich starkes Umsatzwachstum von 40 Prozent verzeichnen.
Eine besondere Bedeutung hat die Regionalisierung in der gehobenen Gastronomie, für hochpreisige Hotels wie Restaurants ist lokale Küche für eine Profilierung im inzwischen weltweiten Konkurrenzkampf im Destinationsmarketing des Tourismus heute ein wichtiges Standbein.
Verwandte neuere Konzept zur Regionalisierungsbewegung sind beispielsweise Selbsternteflächen, die Landwirte zur Verfügung stellen, auch urbane Landwirtschaft, das die Produktion direkt in die Städte verlagert, oder Gemeinschaftsgärten (von Agrar-Fachleuten betreute Mithilfe in der Produktion oder finanzielle Beteiligung gegen Anteilsrechte an der Ernte). Diese greifen auch die in der Zeit der Industrialisierung entwickelte Form des Kleingartens (Schrebergartens) für die Eigenversorgung der städtischen Arbeiterschaft mit Frischkost wieder auf und übertragen sie in die zeitgenössische Stadtsoziologie.
Vereine und Institutionen, die für die Idee der lokalen Produktion und eintreten, sind beispielsweise die Slow Food-Bewegung und die zahlreichen Verbände aus der Öko-/Bio-Landwirtschaft in ihren vielfältigen Strömungen – obschon der Begriff der Ökologisierung der Landwirtschaft mit der Regionalisierung nicht zusammenhängt (regional wirtschaften kann auch die konventionelle Landwirtschaft, und ökologische Gedanken sind auch für den Welthandel relevant). Diese Organisationen fördern, nicht zuletzt aus Eigeninteresse an ihrem direkten Lebensumfeld, auch die Regionalisierung. Die erste Regionalwert AG wurde 2006 in Eichstetten am Kaiserstuhl für den Regierungsbezirk Freiburg gegründet.

## Rechtliche Bedeutung von Herkunftsbezeichnungen
Der Begriff „Region“ ist gesetzlich nicht geschützt. Seit 2014 gibt es allerdings ein Siegel des „Regionalfensters“. Als Aufdruck auf Verpackungen oder Hinweisschild für lose Waren soll es Auskunft darüber geben, woher die Zutaten des Produkts stammen und wo sie verarbeitet wurden. Mit dem Regionalfenster verspricht das Bundesernährungsministerium ein Siegel, das die Region „eindeutig und nachprüfbar“ festlegt.
Die Kennzeichnung der Regionalität ist ansonsten bei verpackten Lebensmitteln in Europa nicht einheitlich, derzeit existieren neben vielen Herkunftsbezeichnungen drei verschiedene EU-Gütesiegel.
Die missbräuchliche Verwendung nicht zutreffender Herkunftsbezeichnungen kann weitreichende Konsequenzen für einen Händler haben. So verweigerte das Oberverwaltungsgericht Münster einem Händler die Lizenz für den Wochenmarkt in Münster u. a. deshalb, weil dieser Erdbeeren aus dem Raum Vechta (gelegen im Oldenburger Münsterland) als „Münsterländer“ beworben hatte. Das sei, so das Gericht, eine grobe Irreführung der Käufer auf dem Wochenmarkt. Diese müssten nicht damit rechnen, dass die Ware nicht aus dem „richtigen“ Münsterland stamme, also aus dem nordrhein-westfälischen Regierungsbezirk Münster. Vechta liegt ca. 110 km von Münster entfernt in Niedersachsen, war aber bis 1803 eine Stadt im Niederstift Münster.

## Siehe auch

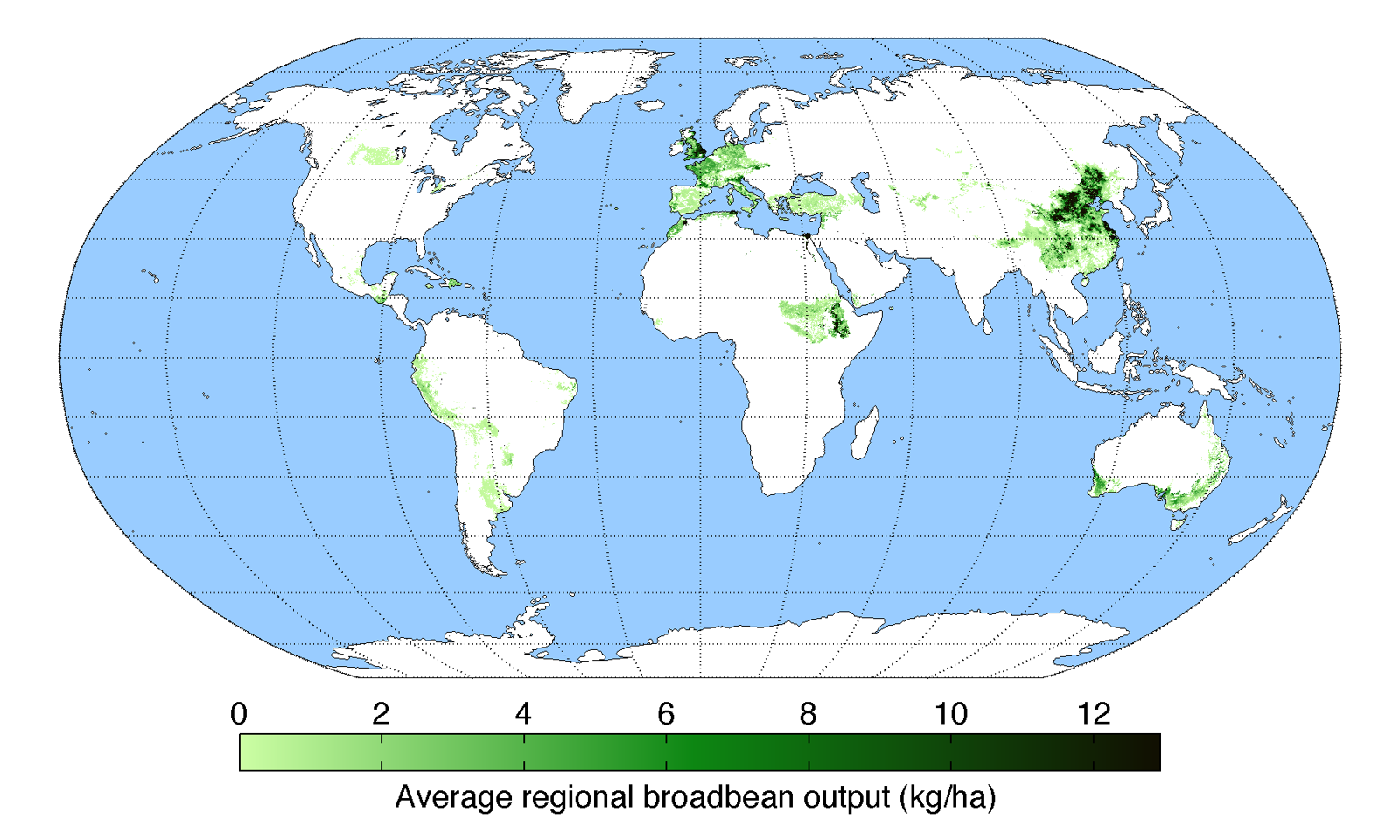
Ackerbohnenproduktion

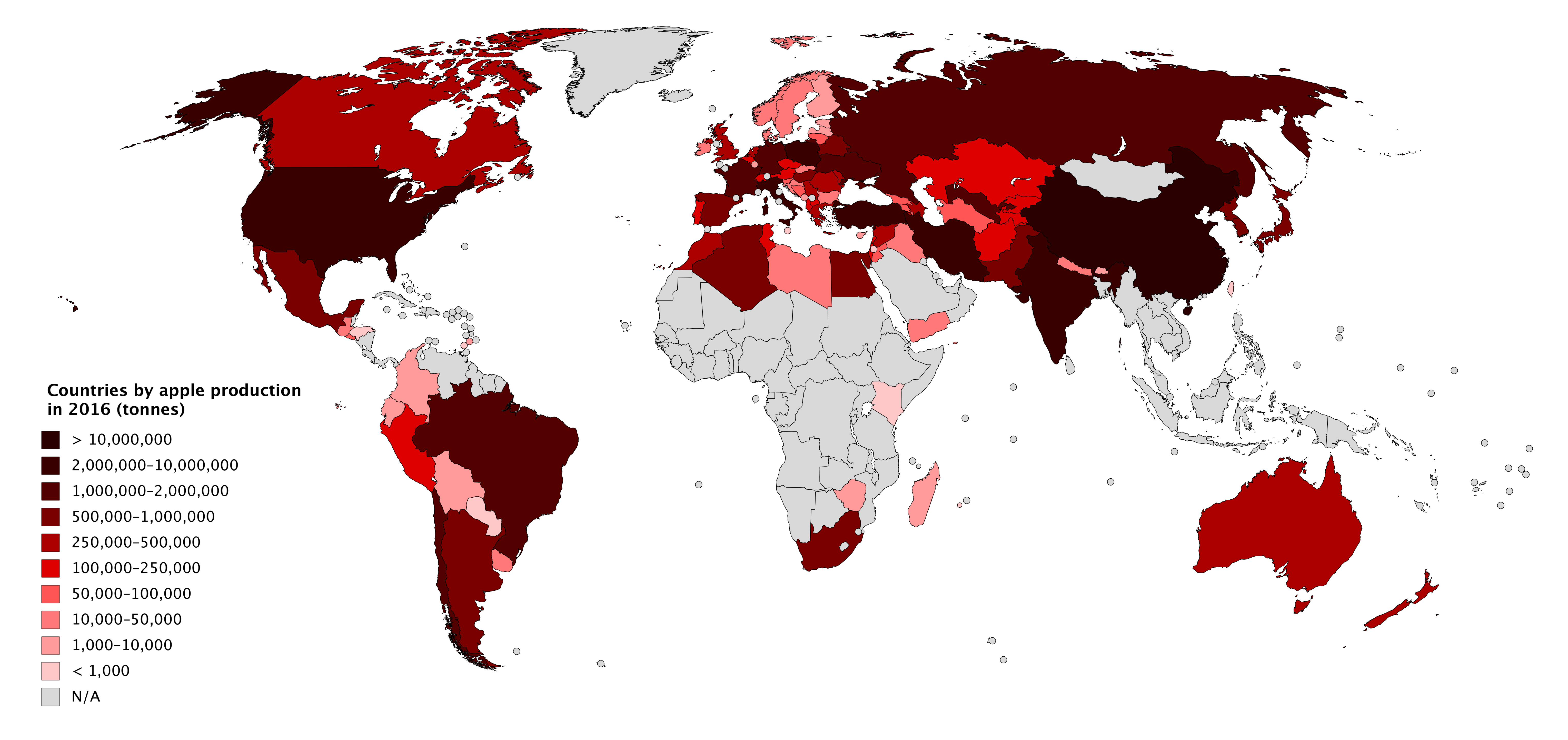
Apfelproduktion in Tonnen